# Distretto di Yizhou
Il distretto di Yizhou (宜州区S, YízhōuP) è un distretto della Cina, situato nella regione autonoma di Guangxi e amministrato dalla prefettura di Hechi.